# مخرج تلفزيوني
مخرج التلفزيون، (بالإنجليزية: Television director)‏، هو المسؤول عن الأنشطة التي ينطوي عليها عمل برنامج تلفزيوني، أو قسم من البرنامج. فهو مسؤول بشكل عام، عن القرارات المتعلقة بالمحتوى التحريري، والأسلوب الإبداعي للبرنامج، والتأكد من تسليم رؤية المنتج. قد تشمل واجباته، إنشاء أفكار البرنامج، والعثور على المساهمين، وكتابة البرامج النصية، والتخطيط «للتصوير»، وضمان السلامة، وقيادة الطاقم في الموقع، وتوجيه المساهمين والمقدمين، والعمل مع محرر لتجميع المنتج النهائي.
يمكن أن يختلف عمل «المخرج التلفزيوني» اختلافًا كبيرًا حسب طبيعة البرنامج، وممارسات شركة الإنتاج، وما إذا كان محتوى البرنامج واقعيًا أم دراميًا، وسواء كان بثا حيًا، أم مسجلاً.

## أنواع المخرجين التلفزيونيين

### مخرج تلفزيون واقعي
قد يأخذ المخرجون التلفزيونيون الواقعيون، أو الوثائقيون، أي عدد من الأدوار، في عملية الإنتاج التلفزيوني، أو يجمعون عدة أدوار في واحد.

### مخرج تلفزيون ترفيهي
في برنامج تلفزيوني، يتألف من حلقات فردية، قد يختلف دور المخرج التلفزيوني، عن مخرج الفيلم، في أنه عادة ما يعمل فقط على بعض الحلقات التلفزيونية، بدلاً من أن يكون مؤلفًا للإنتاج بأكمله.
في الإنتاج التلفزيوني العرضي، من المرجح أن يكون عنصر التحكم الإبداعي الرئيسي، مع المنتج التلفزيوني للعرض. ومع ذلك، فإن المخرج لديه مدخلات، سواء كان ذلك كيف، وإذا، ولماذا يمكن، أو لا يمكن فعل شيء ما.

### مخرج تلفزيون درامي
في الإنتاج الفني الدرامي، يمكن أن يكون دور المخرج التلفزيوني، مشابهًا لمخرج الفيلم، بما في ذلك إعطاء إشارات للممثلين، وتوجيه موضع الكاميرا والحركة.